# Brownsweg
Brownsweg – miasto w Surinamie; w dystrykcie Brokopondo. W 2008 miasto zamieszkiwało 2939 ludzi. Przemysł spożywczy.